# 638

## Decese
- 12 octombrie: Papa Honoriu I  (n. 585)
- 11 martie: Sofronie al Ierusalimului partriarh al Ierusalimului (n. 560)